# 蒂莫西·雷·布朗
蒂莫西·雷·布朗（英語：Timothy Ray Brown，1966年3月11日—2020年9月29日）是一名美国人，他於1995年被確診罹患HIV/AIDS。2007年因罹患白血病而接受骨髓移植與幹細胞移植，移植後體內的愛滋病毒被免疫系統清除。而獲认定为艾滋病毒/艾滋病治愈的全世界第一人。为了保持匿名，在2008年逆转录病毒和机会感染会议上，他被称为“柏林病人”，在该会议上，布朗的主治醫生首先宣布了他的治疗方法。布朗选择在2010年公開身份挺身而出，他说：“我不想成为唯一被治愈的人。”、“我想尽我所能使『治愈』成为可能”。2020年9月29日，他因白血病复发於加州棕櫚泉自宅去世，享壽54歲。